# Josef Musil
Josef Musil, född 3 juli 1932 i Kostelní Lhota, Böhmen, Tjeckoslovakien,död 26 augusti 2017 i Prag, var en tjeckoslovakisk volleybollspelare. Han tog silver vid OS 1964 och brons vid OS 1968.